# Fryderyk Wilhelm II Pruski
Fryderyk Wilhelm II, niem. Friedrich Wilhelm II von Hohenzollern (ur. 25 września 1744 w Berlinie, zm. 16 listopada 1797 w Poczdamie) – król pruski i elektor brandenburski od 1786 r., bratanek i następca Fryderyka II Wielkiego, wolnomularz.
Najstarszy syn księcia Augusta Wilhelma Hohenzollerna (1722–1758) i Luizy Amelii z Brunszwiku-Wolfenbüttel (1722–1780).

## Przed objęciem władzy
Jego stryj, król Fryderyk II nie darzył następcy wielkim szacunkiem. Obwiniał jego ojca za klęski w trzeciej wojnie śląskiej. Różnili się też w kwestiach charakteru. Król był człowiekiem o ascetycznym trybie życia, mało religijnym racjonalistą, kochającym sztukę i doświadczonym w polityce. Książę koronny natomiast interesował się głównie francuskimi wzorami życia dworskiego – obok głębokiej religijności cenił sobie wielkie uczty, wystawne życie i kochanki. Był przy tym też człowiekiem inteligentnym i oczytanym, a przede wszystkim o wiele serdeczniejszym niż Fryderyk II, czym zaskarbił sobie popularność podwładnych jeszcze przed objęciem władzy.
Fryderyk II aż do końca nie wprowadzał swojego następcy w sprawy państwowe. Nie interesował się przygotowaniem go do roli władcy Tak oto pisał o Fryderyku Wilhelmie II: Życie na dworze stanie się bardzo wesołe. Mój kuzyn roztrwoni skarb, pozwoli zdemoralizować się wojsku. Pod rządami kobiet państwo upadnie.
W 1780 roku z polecenia króla książę Fryderyk Wilhelm złożył wizytę cesarzowej Katarzynie II, aby zapobiec zawarciu sojuszu rosyjsko-austriackiego. W Sankt Petersburgu książę spotkał się z chłodnym przyjęciem i lekceważeniem. Katarzyna pisała o nim: Zupełnie nie można się zorientować, co w nim siedzi. Nie umie prowadzić rozmowy, czasem tylko milczy – tak że nic z tego nie wychodzi. Jego wstrzemięźliwość stawia w niezręcznej sytuacji każdego, kto ma z nim do czynienia. Powiadają, że umie myśleć. To nawet prawdopodobne: to samo można powiedzieć i o indyku, ale nie zawsze jest dobrze być indykiem, czy nawet grać jego rolę. Basta. Mimo złego przyjęcia Fryderyk Wilhelm zaprzyjaźnił się z Wielkim Księciem Pawłem. Obiecali sobie wzajemne dochowanie dozgonnej przyjaźni.

## Król Prus
Sprawy zagraniczne powierzył Ewaldowi von Hertzbergowi, który na początku kontynuował politykę antyhabsburską Fryderyka Wielkiego. W 1790 roku zawarł sojusz z Polską, który skierowany był przeciwko Rosji i Austrii. Jednak w czasie wybuchu rewolucji we Francji swoją politykę skierował ku Austrii i zawarł z nią układy w Reichenbach (1790) oraz w Pillnitz (1791). W 1792 roku monarcha zdymisjonował Hertzberga. Prusy rozpoczęły wówczas wojnę z Francją. Po przegranej bitwie pod Valmy (20 września 1792) król wycofał się z wojny i w 1795 roku zawarł separatystyczny pokój w Bazylei. Fryderyk Wilhelm II wziął udział w II i III rozbiorze Polski. Król pruski uważał, że należy mu się odszkodowanie za trudy poniesione w kampanii francuskiej. Nakazał swym wojskom pod dowództwem Möllendorfa wkroczenie do Polski.  Wspomagał również Rosję w zbrojnym tłumieniu insurekcji kościuszkowskiej w 1794 roku. Osobiście dowodził w bitwie pod Szczekocinami, gdzie pobił korpus Tadeusza Kościuszki.
W 1795 roku, tuż po upadku Pierwszej Rzeczypospolitej i wkroczeniu wojsk pruskich do Krakowa, zaplanował grabież skarbca koronnego na Wawelu. Skradziono wówczas 19 najcenniejszych polskich insygniów, w tym Koronę Chrobrego. Zgodnie z jego rozkazem wszystkie przedmioty przetopiono. Uzyskane złoto wykorzystano w roku 1811 na wybicie monet, a klejnoty sprzedano. 
W polityce wewnętrznej starał się naśladować swoich poprzedników. Zainicjował rozbudowę Berlina i sprowadził do stolicy utalentowanych architektów. Wówczas powstała m.in. Brama Brandenburska (architekt i budowniczy: Carl Gotthard Langhans). Był też mecenasem sztuki, w szczególności interesowała go muzyka barokowa i teatr.
Król pasjonował się spirytualizmem. Był zwolennikiem różokrzyżowców, a szczególnym zaufaniem darzył Johanna Wöllnera, który był szarą eminencją dworu pruskiego, składającego się z faworytów króla.
Za jego panowania w 1794 wszedł w życie tzw. Landrecht pruski (Allgemeines Landrecht für die Königlich Preussischen Staaten), co było nie tyle zasługą Fryderyka Wilhelma II, co jego poprzedników. W szczególności jego stryj Fryderyk II dążył do stworzenia jednolitego kodeksu prawa cywilnego. Landrecht sprawdził się i obowiązywał w Prusach do 1900 roku.

## Potomstwo
14 sierpnia 1765 roku ożenił się z Elżbietą Krystyną Ulryką z Brunszwiku-Wolfenbüttel (1746–1840):
- Fryderyka Charlotta (1767–1820) – żona Fryderyka, księcia Yorku i Albany,

Małżeństwo zostało rozwiązane w 1769 roku, gdy pod presją Fryderyka Wielkiego Elżbietę Krystynę oskarżono o cudzołóstwo. 
14 sierpnia 1769 roku ożenił się z Fryderyką Luizą z Hesji-Darmstadt (1751–1805):
- Fryderyk Wilhelm III (1770–1840) – król Prus w latach 1797–1840,
- Fryderyka Krystyna (1772–1773),
- Fryderyk Karol Ludwik (1773–1796),
- Wilhelmina Luiza (1774–1836), żona Wilhelma I, króla Niderlandów,
- Augusta Krystyna (1780–1841), żona Wilhelma z Hesji-Kassel
- Karol Henryk (1781–1846),
- Fryderyk Wilhelm (1783–1851)

Dzieci ze związków morganatycznych
- ze związku z Wilhelminą Enke, której nadał tytuł hrabiny von Lichtenau: syn Alexander von der Mark (1779–1787) i Marianne Wilhelmine von der Mark (1780–1814), której drugim mężem był Kacper Miaskowski, oficer wojsk polskich.
- ze związku z hrabianką Julianą von Dönhoff (1768–1837) wywodzili się hrabiowie von Brandenburg. Ich syn Friedrich Wilhelm von Brandenburg (1792–1850) był premierem Prus. Rodzina wygasła w drugim pokoleniu wraz ze śmiercią hr. Gustawa w 1909 r.
- ze związku z Julią von Voss, której nadał tytuł hrabiny von Ingenheim, miał syna Gustawa Adolfa (1789–1855), protoplastę rodu hrabiów von Ingenheim.

## Genealogia
| Prapradziadkowie                                        | elektor Brandenburgii Fryderyk Wilhelm I Hohenzollern (1620–1688) ∞1646 Luiza Henriette Nassau (1627–1667) | elektor Hanoweru Ernest August Hanowerski (1629–1698) ∞1658 Zofia Dorota Wittelsbach (1630–1714)     | elektor Hanoweru Ernest August Hanowerski (1629–1698) ∞1658 Zofia Dorota Wittelsbach (1630–1714)     | Jerzy Wilhelm z Brunszwiku-Lüneburga (1624–1705) ∞1676 Eleonora d'Olbreuse (1639–1722)               | August II z Brunszwiku-Lüneburga (1579–1666) ∞1635 Elżbieta Zofia z Mecklemburgii-Güstrow (1613–1676)                | Fryderyk Hessen-Eschwege (1617–1655) ∞1646 Eleonora Wittelsbach (Pfalz-Zweibrücken-Kleeburg) (1626–1692)             | Antoni Ulryk z Brunszwiku-Wolfenbüttel (1633–1714) ∞1656 Elżbieta Juliana ze Szlezwiku-Holsztynu-Sonderburga (1634–1704) | Albert Ernest I Oettingen (1642–1683) ∞ Fryderyka Wirtemberska (1644–1674)                                           |
| Pradziadkowie                                           | Król w Prusach Fryderyk I Hohenzollern (1657–1713) ∞1684 Zofia Charlotta Hanowerska (1668–1705)            | Król w Prusach Fryderyk I Hohenzollern (1657–1713) ∞1684 Zofia Charlotta Hanowerska (1668–1705)      | król Wielkiej Brytanii Jerzy I Hanowerski (1660–1727) ∞1682 Zofia Dorota Welf (1666–1726)            | król Wielkiej Brytanii Jerzy I Hanowerski (1660–1727) ∞1682 Zofia Dorota Welf (1666–1726)            | Ferdynand Albrecht I z Brunszwiku-Lüneburga (1636–1687) ∞1667 Krystyna Wilhelmina z Hesji-Eschwege (1648–1702)       | Ferdynand Albrecht I z Brunszwiku-Lüneburga (1636–1687) ∞1667 Krystyna Wilhelmina z Hesji-Eschwege (1648–1702)       | Ludwik Rudolf z Brunszwiku-Lüneburga (1671–1735) ∞1690 Krystyna Luiza Oettingen-Oettingen (1671–1747)                    | Ludwik Rudolf z Brunszwiku-Lüneburga (1671–1735) ∞1690 Krystyna Luiza Oettingen-Oettingen (1671–1747)                |
| Dziadkowie                                              | Król w Prusach Fryderyk Wilhelm I Hohenzollern (1688–1740) ∞1706 Zofia Dorota Hanowerska (1687–1757)       | Król w Prusach Fryderyk Wilhelm I Hohenzollern (1688–1740) ∞1706 Zofia Dorota Hanowerska (1687–1757) | Król w Prusach Fryderyk Wilhelm I Hohenzollern (1688–1740) ∞1706 Zofia Dorota Hanowerska (1687–1757) | Król w Prusach Fryderyk Wilhelm I Hohenzollern (1688–1740) ∞1706 Zofia Dorota Hanowerska (1687–1757) | Ferdynand Albrecht II z Brunszwiku-Lüneburga (1680–1735) ∞1712 Antonina Amalia z Brunszwiku-Wolfenbüttel (1696–1762) | Ferdynand Albrecht II z Brunszwiku-Lüneburga (1680–1735) ∞1712 Antonina Amalia z Brunszwiku-Wolfenbüttel (1696–1762) | Ferdynand Albrecht II z Brunszwiku-Lüneburga (1680–1735) ∞1712 Antonina Amalia z Brunszwiku-Wolfenbüttel (1696–1762)     | Ferdynand Albrecht II z Brunszwiku-Lüneburga (1680–1735) ∞1712 Antonina Amalia z Brunszwiku-Wolfenbüttel (1696–1762) |
| Rodzice                                                 | August Wilhelm Hohenzollern (1722–1758) ∞1742 Luiza Amelia z Brunszwiku-Wolfenbüttel (1722–1780)           | August Wilhelm Hohenzollern (1722–1758) ∞1742 Luiza Amelia z Brunszwiku-Wolfenbüttel (1722–1780)     | August Wilhelm Hohenzollern (1722–1758) ∞1742 Luiza Amelia z Brunszwiku-Wolfenbüttel (1722–1780)     | August Wilhelm Hohenzollern (1722–1758) ∞1742 Luiza Amelia z Brunszwiku-Wolfenbüttel (1722–1780)     | August Wilhelm Hohenzollern (1722–1758) ∞1742 Luiza Amelia z Brunszwiku-Wolfenbüttel (1722–1780)                     | August Wilhelm Hohenzollern (1722–1758) ∞1742 Luiza Amelia z Brunszwiku-Wolfenbüttel (1722–1780)                     | August Wilhelm Hohenzollern (1722–1758) ∞1742 Luiza Amelia z Brunszwiku-Wolfenbüttel (1722–1780)                         | August Wilhelm Hohenzollern (1722–1758) ∞1742 Luiza Amelia z Brunszwiku-Wolfenbüttel (1722–1780)                     |
| Fryderyk Wilhelm II Hohenzollern (1744–1797), król Prus | | | | | | | | |